# Soldotna
Soldotna és una ciutat i seu del Borough de la Península de Kenai a l'estat d'Alaska dels Estats Units d'Amèrica.

## Demografia
Segons el cens dels Estats Units del 2000 Soldotna tenia 3.759 habitants, 1.465 habitatges, i 969 famílies La densitat de població era de 209,1 habitants/km².
Dels 1.465 habitatges en un 39,4% hi vivien nens de menys de 18 anys, en un 48,5% hi vivien parelles casades, en un 13,7% dones solteres, i en un 33,8% no eren unitats familiars. En el 29,4% dels habitatges hi vivien persones soles el 8,7% de les quals corresponia a persones de 65 anys o més que vivien soles. El nombre mitjà de persones vivint en cada habitatge era de 2,53 i el nombre mitjà de persones que vivien en cada família era de 3,13.
Per edats la població es repartia de la següent manera: un 31,5% tenia menys de 18 anys, un 7,4% entre 18 i 24, un 27,9% entre 25 i 44, un 23,3% de 45 a 60 i un 9,8% 65 anys o més.
L'edat mitjana era de 35 anys. Per cada 100 dones de 18 o més anys hi havia 82,8 homes.
La renda mitjana per habitatge era de 48.420 $ i la renda mitjana per família de 52.372 $. Els homes tenien una renda mitjana de 43.162 $ mentre que les dones 24.598 $. La renda per capita de la població era de 21.740 $. Aproximadament el 5,8% de les famílies i el 6,6% de la població estaven per davall del llindar de pobresa.

## Poblacions properes
El següent diagrama mostra les poblacions més properes.